# Asa Akira Is Insatiable
Asa Akira Is Insatiable è una trilogia di film pornografici prodotti da Elegant Angel nata nel 2010 e conclusa nel 2012.
Tutti e 3 i film sono stati diretti dalla regista Mason e sono incentrati sull'attrice pornografica Asa Akira.
La serie ha vinto numerosi AVN Awards, due XRCO Awards, due Urban X Awards e un XBIZ Award. I film sono venduti su DVD oppure in via digitale.

## Titoli pubblicati e caratteristiche
Asa Akira Is Insatiable 1 
- Pubblicazione: 22 settembre 2010
- Regista: Mason
- Durata: 3 ore e 44 minuti

Il film è suddiviso in 5 scene:
- Scena 1: gangbang con Asa Akira, Arnold Schwartzenpecker, Broc Adams, Eric John, Hooks, Jason Katana, Jon Jon, Prodigy X e Rob Banks.
- Scena 2: 1^ scena di sesso anale con Asa Akira e Manuel Ferrara.
- Scena 3: threesome interrazziale con Asa Akira, Jon Jon e Prince Yahshua.
- Scena 4: threesome con Asa Akira, London Keyes e Manuel Ferrara.
- Scena 5: threesome con 1^ doppia penetrazione con Asa Akira, Erik Everhard e Toni Ribas.

 Asa Akira Is Insatiable 2 
- Pubblicazione: 23 settembre 2011
- Regista: Mason
- Durata: 3 ore e 40 minuti

Il film è suddiviso in 5 scene:
- Scena 1: Asa Akira e Nacho Vidal.
- Scena 2: Asa Akira e Lexington Steele.
- Scena 3: threesome con Asa Akira, Mick Blue e Toni Ribas.
- Scena 4: threesome con Asa Akira, Katsuni e Manuel Ferrara.
- Scena 5: gangbang con 1^ doppia penetrazione anale e vaginale con Asa Akira, Broc Adams, Danny Mountain, Erik Everhard, John Strong, Jon Jon, Ramon Nomar e Toni Ribas.

 Asa Akira Is Insatiable 3 
- Pubblicazione: 28 settembre 2012
- Regista: Mason
- Durata: 3 ore e 8 minuti

Il film è suddiviso in 5 scene + un interludio:
- Scena 1: gangbang con  Asa Akira, Dana DeArmond, Arnold Schwartzenpecker, Broc Adams, Chad Alva, D. Snoop, Eric John, Filthy Rich, Hooks, Mr. Pete, Ralph Long e Scott Lyons.
- Scena 2: threesome interrazziale con Asa Akira, Jon Jon e Julius Ceazher.
- Inteludio: Asa Akira
- Scena 3: threesome con Asa Akira, Brooklyn Lee e James Deen.
- Scena 4: Asa Akira e Toni Ribas.
- Scena 5: gangbang con Asa Akira, Erik Everhard, Mick Blue e Ramon Nomar.

## Riconoscimenti
AVN Awards 
- 2011: Best Anal Sex Scene a Asa Akira e Manuel Ferrara[7]
- 2011: Best Double Penetration Sex Scene a Asa Akira, Erik Everhard e Toni Ribas[7]
- 2011: Best Three-Way Sex Scene (G/B/B) a Asa Akira, Jon Jon e Prince Yahshua[7]
- 2011: nomination per Best Group Sex Scene a Asa Akira, Arnold Schwartzenpecker, Broc Adams, Eric John, Hooks, Jason Katana, Jon Jon, Prodigy X e Rob Banks[7]
- 2012: Best All-Sex Release a Asa Akira Is Insatiable 2[8]
- 2012: Best Anal Sex Scene a Asa Akira e Nacho Vidal[8]
- 2012: Best Director - Non-Feature a Mason[8]
- 2012: Best Double Penetration Sex Scene a Asa Akira, Mick Blue e Toni Ribas[8]
- 2012: Best Group Sex Scene a Asa Akira, Broc Adams, Danny Mountain, Erik Everhard, John Strong, Jon Jon, Ramon Nomar e Toni Ribas[8]
- 2012: Best Tease Performance a Asa Akira[8]
- 2012: Best Three-Way Sex Scene (G/B/B) a Asa Akira, Mick Blue e Toni Ribas[8]
- 2013: Best Double Penetration Sex Scene a Asa Akira, Mick Blue e Ramon Nomar[9]
- 2013: Best Three-Way Sex Scene (G/G/B) a Asa Akira, Brooklyn Lee e James Deen[9]
- 2013: Best Group Sex Scene a  Asa Akira, Erik Everhard, Mick Blue e Ramon Nomar[9]
- 2013: nomination per Best Tease Performance a Asa Akira[9]

 AVN Fan Awards 
- 2011: Favorite Movie a Asa Akira Is Insatiable 1[10]

 XBIZ Awards 
- 2012: Gonzo Release of the Year a Asa Akira Is Insatiable 2[11]

 XRCO Awards 
- 2012: Best Gonzo Movie a Asa Akira Is Insatiable 2[12]
- 2013: Best Gonzo Movie a Asa Akira Is Insatiable 3[13]

 Urban X Awards 
- 2012: Best Asian Release a Asa Akira Is Insatiable 2[14]
- 2012: Best Asian Series a Asa Akira Is Insatiable 2[14]